# Rådrum
Med rådrum menas en tidsperiod som man i vissa fall kan begära för att överväga de handlingsalternativ man står inför.